# Maria Schwauß

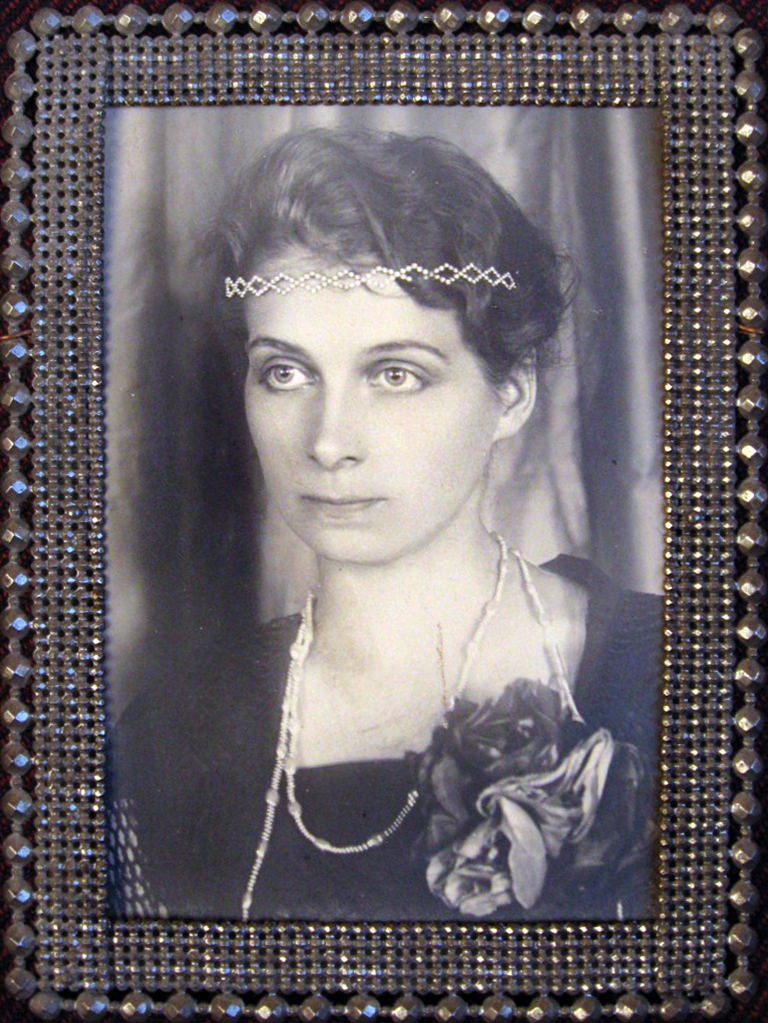
Maria Schwauß im Alter von 29 Jahren

Maria Thekla Henriette Schwauß (geboren am 11. April 1889 in Bautzen, gestorben am 24. Januar 1987 in Dresden) war eine deutsche Schriftstellerin, Übersetzerin und Lateinamerikakennerin.

## Leben
Nach dem Abschluss (Selekta) der IV. Dresdner Bürgerschule besuchte Maria Schwauß von 1905 bis 1907 das Kindergärtnerinnenseminar des Allgemeinen Erziehungsvereins zu Dresden. Nachdem sie 1912 in Zürich das Maturitätsexamen bestanden hatte, begann mit dem Studium der Zoologie und Botanik an der Universität Zürich. 1914 musste sie das Studiums wegen finanzieller Schwierigkeiten abbrechen. Im Anschluss arbeitete sie in wechselnden Anstellungen als Lehrerin in Privatschulen und gab Vorstellungen als Vortragskünstlerin.
Von Oktober 1920 bis Februar 1925 arbeitete sie als Hauslehrerin bei einer deutschen Pflanzerfamilie auf einer Kaffeefinca in der Nähe von Patulul in Guatemala (Zentralamerika). Sie unternahm ausgedehnte Reisen und machte sich Notizen zu Sprache, Gebräuchen und Natur Guatemalas.
Nach ihrer Rückkehr nach Deutschland arbeitete sie ab Oktober 1928 im argentinischen Konsulat in Dresden. Dort lernte sie den Schriftsteller, Übersetzer und ehemaligen Reformpädagogen Georg Hellmuth Neuendorff (1882–1949) kennen. Schwauß und Neuendorff begannen eine intensive Zusammenarbeit im Bereich der Bekanntmachung, Übersetzung und Verbreitung lateinamerikanischer Literatur in Deutschland, die erst mit Neuendorffs Tod endete. Gemeinsam verfassten sie nicht nur Übersetzungen aus dem lateinamerikanischen Spanisch, sondern auch Theaterstücke. Höhepunkt dieser Arbeit sollte ein Wörterbuch des lateinamerikanischen Spanisch werden. Im Jahr 1938 schlossen sie einen Vertrag mit dem Langenscheidt-Verlag, der das Werk schnell veröffentlichen wollte. Doch sowohl der Kriegsbeginn als auch lexikografische Schwierigkeiten verzögerten die Veröffentlichung. Das Originalmanuskript wurde während eines Bombenangriffs am 30. Januar 1944 zerstört.
Nach einigen Artikeln in Fachzeitschriften veröffentlichte Schwauß 1940 das Buch "Tropenspiegel" (Untertitel "Tagebuch einer deutschen Frau in Guatemala"). Wenige Monate zuvor war sie in die NSDAP eingetreten, obwohl sie bis zur Machtergreifung der Nationalsozialisten die SPD unterstützt hatte. 1942 erschien ein thematisch ähnliches Buch mit Kurzgeschichten ("Im Banne der Vulkane").
Nach dem Ende des Zweiten Weltkriegs nahmen Schwauß und Neuendorff die Arbeit am Wörterbuch wieder auf. Nach Neuendorffs plötzlichem Tod 1949 führte Schwauß die Arbeit – über mehrere Jahrzehnte hinweg – allein fort. Nebenbei verfasste sie Theaterstücke, Erzählungen und ein Drehbuchexposé, die allerdings alle unveröffentlicht blieben.
Ab 1949 verband Schwauß eine Freundschaft und Korrespondenz mit der Freitaler Schriftstellerin Marianne Bruns. In der DDR übernahm Schwauß einige Übersetzungsarbeiten aus dem lateinamerikanischen Spanisch u. a. für den Mitteldeutschen Verlag.  In den 70er Jahren veröffentlichte der VEB Enzyklopädie Leipzig zwei von Schwauß erstellte Wörterbücher des lateinamerikanischen Spanisch.
In den 1980er Jahren erhielt Schwauß den Kunstpreis der Stadt Dresden und den Vaterländischen Verdienstorden der DDR.
Maria Schwauß starb am 24. Januar 1987 im Alter von 98 Jahren in Dresden.

## Werke
- Tropenspiegel. Tagebuch einer deutschen Frau in Guatemala. Payne, Leipzig 1940.
- Im Banne der Vulkane. Frauenschicksale aus den amerikanischen Tropen. Wehnert & Co., Leipzig 1942.
- Alegria, Ciro: Hirten, Herden, Hunde, aus dem peruanischen Spanisch übersetzt von Maria Schwauß, Halle 1957.
- Rodriguez, Antonio (d. i. Antonio Romera): Der Mensch in Flammen. Wandmalerei in Mexiko von den Anfängen bis zur Gegenwart. VEB Verlag der Kunst, Dresden, 1967 (Übersetzung und Gesamtredaktion)
- Lateinamerikanisches Sprachgut, Band 2, Wörterbuch der Flora und Fauna in Lateinamerika, Amerikaspanisch–Deutsch, Leipzig 1970.
- Lateinamerikanisches Sprachgut, Band 1, Wörterbuch der regionalen Umgangssprache in Lateinamerika, Amerikaspanisch–Deutsch, Leipzig 1977.